# Sarria (Alava)
Pour les articles homonymes, voir Sarría.
Sarria est une commune ou une contrée appartenant à la municipalité de Zuia dans la province d'Alava, située dans la Communauté autonome basque en Espagne.